# Freebase
Freebase — ныне не действующая большая коллаборативная база знаний, содержащая метаданные, собранных, в основном, интернет-сообществом. Представляла собой онлайн-коллекцию структурированных данных, собранных из множества источников, например, отдельных вики-проектов. 
Целью Freebase являлось создание глобального ресурса, который позволит людям (и машинам) иметь более эффективный доступ к общеизвестной информации. Разрабатывалась американской софтверной компанией Metaweb, запущена публично в марте 2007 г. Metaweb была куплена Google (проанонсировано 16 июля 2010).
16 декабря 2014 года в Google+ появилось сообщение о планируемом закрытии базы и переносе всей информации в Викиданные. 2 мая 2015 года база была закрыта, вместо нее Google предлагает использовать Knowledge Graph.
8 сентября 2018 Google опубликовал на github.com исходный код сервера graphd, являвшегося бэк-ендом FreeBase: https://github.com/google/graphd. 
Дамп самой базы FreeBase доступен по адресу https://developers.google.com/freebase/